# Klon zielonokory
Klon zielonokory (Acer tegmentosum Maxim.) – gatunek rośliny z rodziny mydleńcowatych, sklasyfikowany w sekcji Macrantha. Rośnie naturalnie we wschodniej Azji. W Polsce jest uprawiany jako drzewo ozdobne. Można go obejrzeć między innymi w arboretach w Rogowie i Wojsławicach.

## Morfologia
PokrójDrzewo w naturalnych warunkach dorasta do 10–12 m wysokości i 8 m szerokości (w Polsce dorasta do 6–9 m wysokości, może występować także jako krzew). Pień posiada bardzo efektowną, zieloną, biało prążkowaną korę.
LiściePosiada duże liście, które mierzą 10 cm długości. Są 5-klapowe, silnie unerwione. Klapy są słabo wcięte, ale mają zaostrzone końcówki. Brzeg liści jest piłkowany. Wiosną liście są zielone i błyszczące, latem tracą swój połysk, a jesienią przebarwiają się na żółto.
KwiatyKwiaty mają jasnozieloną barwę i są zebrane w dość długie, wąskie i zwisające grona.
OwoceOwocami są skrzydlaki.

## Biologia
Jest odporny na mróz. Klasyfikowany do 4–7 strefy mrozoodporności. Preferuje żyzną i wilgotną glebę w półcieniu.